# New Look
Pour les articles homonymes, voir New Look (entreprise) et Newlook.
Le « New Look » est le nom donné en 1947 par la rédactrice en chef du Harper's Bazaar, Carmel Snow, à la silhouette créée par le couturier Christian Dior pour la collection « Corolle ». 
Cette silhouette révolutionne les codes de la féminité et de la mode. Le New Look est symbolisé par des vestes cintrées aux épaules arrondies, sur des jupes amples sous les genoux. Ce défilé de 1947 reste sans doute l'un des plus importants de l'histoire de la mode par le chamboulement qu'il entraîne dans la mode féminine. Il marque également le renouveau de Paris capitale de la mode et sa suprématie symbolisée par la haute couture.

## Présentation

### Préambule
Juste avant la Guerre, le Vogue américain met en avant la silhouette seins-taille-hanches dite « sablier ». Pendant la Guerre, alors que les épaules carrées sont la normes dans les créations, Marcel Rochas dessine la « robe-bustier » aux épaules plus arrondies. Lucien Lelong, président de la Chambre syndicale, lutte pour maintenir Paris au premier plan mondial de la mode. À la fin de la Guerre, c'est « l'âge d'or » de la haute couture qui arrive : Pierre Balmain, Carven, ouvrent leurs Maisons, Jacques Fath lance les prémices de la guêpière. Christian Dior, qui a fait ses armes chez Robert Piguet et Lucien Lelong, vient d'ouvrir la maison de couture qui porte son nom. Sa première collection est réalisée avec difficultés entre les recrutements nécessaires à sa nouvelle maison, les aménagements à effectuer et les créations de nombreux modèles.

### Le défilé

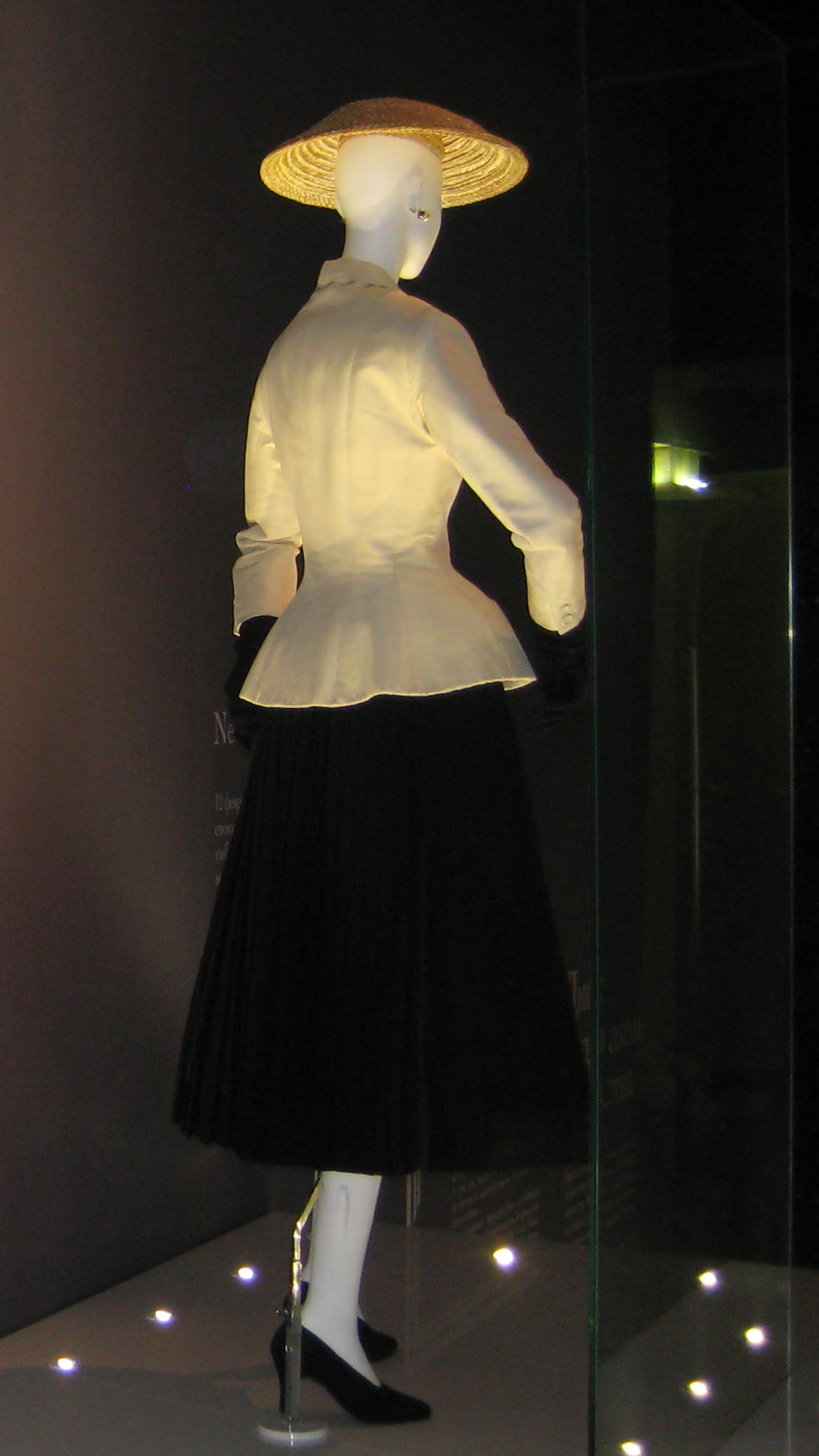
Un modèle de 1947, exposé de nos jours à Moscou

En 1947, Christian Dior, récusant la mode « pratique » d'avant-guerre de Coco Chanel caractérisé par la Petite robe noire ainsi que la mode zazou qui prévalait parfois à cette époque, invente un style corseté, féminin, glamour, opulent. Il souhaite créer « des femmes-fleurs, aux épaules douces, aux bustes épanouis, aux tailles fines comme des lianes et aux jupes larges comme des corolles ».
Le 12 février, c'est la fin des défilés parisiens et beaucoup d'acheteurs américains sont repartis dans leur pays,. Ces défilés ont été assez ternes cette année là. Dans le salon de la toute jeune maison avenue Montaigne financée par Marcel Boussac, le couturier assisté alors de Pierre Cardin, présente son premier défilé printemps-été, les lignes « Corolle » et « 8 », composées de quatre-vingt-dix modèles, dont l'iconique tailleur « Bar »,, composé une longue jupe et d'une veste à basque et présenté par Tania, le mannequin fétiche du couturier. « Bar » car ces créations sont destinées à être portées en fin de journée pour boire le traditionnel cocktail de début de soirée,, certaines femmes changeant, à cette époque, plusieurs fois de tenue dans la journée. 
Ce 12 février au matin, alors qu'il fait -13° dehors, sont présents Carmel Snow et Marie-Louise Bousquet avec Ernestine Carter du bureau français de Bazaar, Michel de Brunhoff pour le Vogue français, ainsi que sa sœur Cosette et son mari Lucien Vogel du Jardin des Modes, Alice Chavanne et Geneviève Perreau du Figaro, Diana Cooper, Ernestine Carter (en) du Sunday Times ou encore Bettina Ballard du Vogue américain qui souligne ressentir « une tension électrique inédite ». Avant la présentation, Carmel Snow dubitative dit « j'espère que ça vaut le déplacement » ; plus tard, elle dira : « Dear Christian, your dresses have such a new look! », « Nioulouque » écrira Colette. La présentation débute à 10h30 et va durer deux heures ; nombreux sont les invités assis simplement sur les marches de la maison. En parallèle Clifford Coffin de Vogue photographie des modèles de la collection : c'est grâce à lui que les lectrices américaines vont découvrir le New Look.
Le New Look est caractérisé par une taille fine très marquée à l'aide d'un corsage étroit, poitrine ronde et haute, des épaules douces et étroites d'un arrondi parfait, ainsi que des accessoires complétant la tenue. Le dossier de presse de la maison précise à l'époque « la gorge soulignée, la taille creusée et les hanches accentuées ». Il tranche avec les préceptes hérités de l'après guerre: le style s'est construit en réaction à la mode des années 1940, marquées par le rationnement et l'austérité et à la silhouette presque masculine, où les jupes sont étroites et les épaules carrées. Balayant les préceptes de la mode de l'époque, le couturier introduit ainsi son goût pour l'architecture dans ses créations. Pourtant, cette silhouette, bien que surprenante, avait connu des prémices juste avant la guerre, Balmain, Fath ou Balenciaga ayant esquissé l'idée de jupes plus amples ; mais Dior profite de la fin du conflit pour développer cette tendance opulente. Le couturier rallonge les jupes jusqu'à arriver à trente centimètres du sol, et se concentre sur le trio taille/fesses/poitrine pour former un « sablier » comme les silhouettes du XIXe siècle. Dans ses mémoires, Dior écrit : « Nous sortions d’une époque démunie, parcimonieuse, obsédée par les tickets de rationnement ». Il justifiait ce nouveau look de la manière suivante : « Je voulais que mes robes fussent « construites », moulées sur les courbes du corps féminin dont elles styliseraient le galbe. J'accusais la taille, le volume des hanches, je mis en valeur la poitrine. Pour donner plus de tenue à mes modèles, je fis doubler presque tous les tissus de percale ou de taffetas, renouant ainsi avec une tradition depuis longtemps abandonnée ». La silhouette Dior promeut des robes bustier, les longues jupes larges, plissées, fluides, juponnantes, sous un buste souligné, dans une profusion de tissus (jusqu'à 40 mètres de circonférence pour le modèle phare Diorama, et 80 mètres de faille pour la robe Chérie,). Cette nouvelle silhouette fait également évoluer la lingerie, celle-ci devant être adaptée : des jupons raides en Nylon, des soutiens-gorge aux bonnets écartés, la gaine moulante et rigide remplace le porte-jarretelles ; en corrélation avec cette silhouette, Marcel Rochas « invente » la Guêpière vers la même année. Christian Dior précise d'ailleurs à l'époque : « Pas de mode sans sous-vêtements. »[réf. souhaitée] En décembre, la maison lance son premier parfum, Miss Dior ; le flacon de celui-ci reprend les codes de la nouvelle silhouette inventée par Dior mais l'air du défilé est rempli de l'odeur du parfum largement vaporisée dans les salons.

### Réactions
Le New Look connait un succès fulgurant immédiat, seulement quelques heures après le défilé.,, mais surtout, d'abord, aux États-Unis : « les Américaines  adoptent plus naturellement et plus rapidement le New Look que les Françaises » selon Hélène Lazareff du magazine Elle. C'est à la fois « un choc esthétique et un scandale ». Le Herald Tribune le décrit comme la « sensation de la saison ». Vogue indique que « Dior est le nouveau nom de la mode à Paris ». En France, la presse reste plus partagée ; celle haut de gamme relaie immédiatement cette collection, les titres plus populaires restant parfois timides. Le Jardin des modes fait tout son possible pour promouvoir cette révolution. Mais dans une optique de contribuer au « prestige de l'élégance française » et de « relance du secteur de l'industrie textile », tous finissent par suivre l'enthousiasme, le New Look étant vu comme « l'expression d'un optimisme » après les années de conflit.
Le couturier, dépassé par l'ampleur de cette gloire soudaine, dira : « Qu'est-ce que j'ai fait ? Mais qu'est-ce que j'ai fait ? » mais écrira plus tard que cette première collection « fut brillante au-delà même de tous les souhaits » : dans les jours qui suivent la présentation, les journalistes et acheteuses accourent à la boutique de l'avenue Montaigne.
Malgré ce succès, de nombreux détracteurs choqués,, notamment aux États-Unis, reprochent au couturier de cacher les jambes des femmes. Les mouvements féministes voient d'un mauvais œil le fait que les jupes rallongent. Des manifestations sont organisées devant ses locaux. Le coût de ses créations est également reproché. En cette époque d'après-guerre où le rationnement est encore de mise (les tickets de rationnement seront d'actualité jusqu'en 1949), est critiqué également l'utilisation de trop grandes quantités de tissu, assimilée à du gaspillage,. Quinze mètres pour une robe d'après midi, vingt-cinq pour une du soir. Mais Dior est financé par Marcel Boussac, industriel du textile… le tissu à profusion utilisé pour la première collection venait d’un stock de toiles de parachutes en soie fabriqué par la société Boussac durant la guerre. De plus, cette mode corsetée et contraignante va, alors, à l'encontre de l'accès des femmes au monde du travail. Le bruit fait par cette collection est loin de nuire au couturier : au contraire, elle le fait connaitre lui et sa ligne « Corolle ». Largement imité dès sa diffusion par la presse, le style va exalter les courbes féminines et imposer en peu de temps une nouvelle esthétique. Dès le printemps de l'année 1948, la ligne « New Look » inspire plusieurs couturiers français : Jacques Fath, Marcel Rochas, Pierre Balmain ou Robert Piguet.
Après quelques années, le couturier si discret va même considérer, dans son autobiographie, ce triomphe comme un piège, connaissant « l'angoisse de devoir s'égaler lui-même, voire de se dépasser ».
Christian Dior ne cesse d'innover, de renouveler les silhouettes, et annonce la fin du New Look en 1953, lance à la suite la ligne H décrite par Carmel Snow comme « look plat », puis meurt quatre ans plus tard. Mais au cours des décennies qui suivent, jusqu'à nos jours, le New Look est perpétuellement repris et interprété par tous les couturiers de la marque Dior, que ce soit Marc Bohan en 1987 qui précise que « C'est surtout l'esprit qu'il fallait conserver, c'est-à-dire une certaine classe, la nouveauté, la féminité », John Galliano en 2009 pour une collection très remarquée, Bill Gaytten en 2011 après le départ de Galliano, ou Raf Simons qui retourne aux fondamentaux en 2012 avec des robes bustier pour la haute couture et des volumes « Bar » pour le prêt-à-porter.